# Marco Amelia
Marco Amelia (Frascati, Itàlia, el 2 d'abril de 1981) és un exfutbolista professional italià que jugava com a porter. Va ser nou cops internacional amb la selecció italiana

## Trajectòria

### Inicis
Amelia es va formar en les categories inferiors de l'AS Roma. El 2001 va ser cedit al Livorno FC equip en el qual només hi jugà un partit en la seva primera temporada, tot i això, va ser traspassat definitivament a l'equip toscà durant la següent campanya per una xifra pròxima als 2.8 milions d'€.
Després de dues cessions força infructuoses a equips de la Serie A va tornar al Livorno, on es va consagrar com a pilar fonamental de l'equip. Va arribar a debutar a nivell europeu a la Copa de la UEFA i fins i tot va marcar un gol de cap en el temps afegit contra el Partizan de Belgrad.

### Palermo
El juliol del 2008, després del descens del Livorno a la Serie B, va firmar pel Palermo. El traspàs que es va tancar amb un acord de 6M€.

### Gènova
L'agost del 2009 va ser traspassat al Genoa equip on hi va jugar durant dues temporades alternant-se la titularitat amb Alessio Scarpi.

### Milan AC
El 23 de juny del 2010 Amelia va signar un contracte de cessió pel Milan AC. Després d'una primera temporada com a cedit i on no va jugar massa partits, el Milan va exercir l'opció de compra.